# Nassereith
Nassereith är en ort och  kommun i distriktet Imst i förbundslandet Tyrolen i Österrike. I området fanns gruvdrift efter silver och bly. Kyrkan i ortsdelen Dormitz är från Gotiken och den har delar i barockstil.